# Národní památník Námořní muniční sklad v Port Chicago
Národní památník Námořní muniční sklad v Port Chicago je zřízen na počest námořníků a civilistů, kteří byli usmrceni při katastrofě v Port Chicago a na počest samotného přístavu, který sehrál rozhodující roli během druhé světové války, konkrétně při operacích v Pacifiku. Památník leží blízko Concordu v Kalifornii.
K neštěstí v muničním skladu v Port Chicago došlo v 17. července 1944. Byla to největší ztráta na životech spojená s druhou světovou válkou, která nebyla výsledkem bojů s nepřítelem. Při nakládání munice na lodě došlo k explozi, která okamžitě usmrtila 320 námořníků a civilistů. Většina zahynulých byli afroameričtí námořníci pracující pro rasově segregovanou armádu. Výbuch a jeho následky vedly k největší námořní vzpouře v americké historii. Vzpoura a následný soud uspíšily desegregaci námořnictva Spojených států po skončení války .  
Národní památník byl schválen veřejným zákonem ze dne 28. října 1992, dedikován byl v roce 1994. Od 28. října 2009 je památník spravován National Park Service.
Výbor Port Chicago se snaží rozšířit současný památník a přidat k němu jeden čtvereční kilometr bývalého nábřeží.